# آلیسون مورر
آلیسون مورر (به انگلیسی: Allison Moorer) (زاده ۲۱ ژوئن ۱۹۷۲) خواننده آمریکایی است.
او همچنین در فیلم نجواگر اسب بازی کرده است.